# フレドリック・トーデンダル
フレドリック・トーデンダル（Fredrik Thordendal、1970年2月11日 - ）は、スウェーデンのメタルバンド、メシュガーのギタリスト。
1985年、ウメオでMETALLIENというスラッシュメタルに影響を受けたバンドを結成し、数本のデモテープをレコーディングした後、解散。
1987年、イェンス・キッドマンらと共にメシュガーを結成した。
メシュガーの音楽性は当初、スラッシュメタルに近いものだったが、徐々にテクニカルかつプログレッシブな要素が増し、Djentと呼ばれるジャンルを形成することになる。
1997年、Fredrik Thordendal's Special Defects名義でソロ・アルバム『ソル・ニーガー・ウィズイン』をリリース。
ジャズ・フュージョンギタリストのアラン・ホールズワースの影響を感じさせた。

## ディスコグラフィ

### メシュガー
- 1989年 サイキック・テストビルド - Psykisk Testbild (デモ音源)
- 1991年 コントラディクションズ・コラプス - Contradictions Collapse
- 1994年 ノーン - None
- 1995年 セルフケイジド - Selfcaged
- 1995年 デストロイ・イレイズ・インプルーヴ - Destroy Erase Improve
- 1998年 ケイオスフィアー - Chaosphere
- 2002年 ナッシング - Nothing
- 2004年 アイ - I
- 2005年 キャッチ 33 - Catch 33
- 2006年 ナッシング リ・リリース Nothing Re-release with DVD
- 2008年 オブゼン - ObZen
- 2010年 アライブ - Alive (ObZenワールドツアー時のライブ映像と音源)
- 2012年 コロッス - Koloss
- 2016年 ヴァイオレント・スリープ・オヴ・リーズン - The Violent Sleep of Reason

### Fredrik Thordendal's Special Defects
- 1997年 ソル・ニーガー・ウィズイン - Sol Niger Within

### デヴィン・タウンゼンド・プロジェクト
- 2011年 Deconstruction - ("Deconstruction"にゲスト参加)

### スカーヴ(Scarve)
- 2011年 Irradiant - ("Asphyxiate"にゲスト参加)